# Angel Paradise
Angel Paradise è un cortometraggio muto del 1914 diretto da Marshall Farnum.

## Produzione
Il film fu prodotto dalla Selig Polyscope Company

## Distribuzione
Distribuito dalla General Film Company, il film - un cortometraggio in una bobina - uscì nelle sale cinematografiche statunitensi il 13 gennaio 1914.